# Navrongo

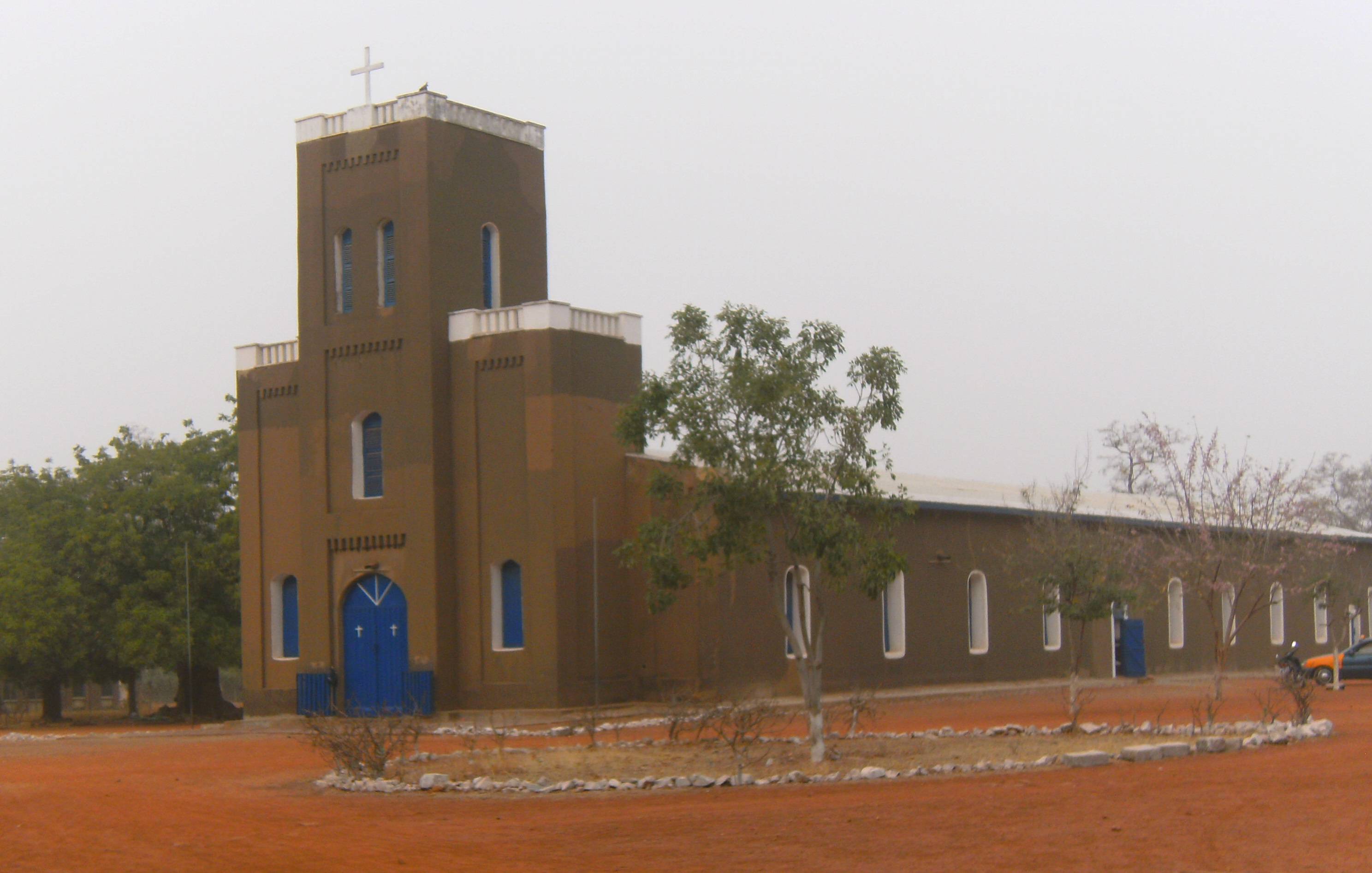
Katedralen i Navrongo.

Navrongo är en ort i norra Ghana. Den är huvudort för distriktet Kassena Nankana East, och folkmängden uppgick till 29 993 invånare vid folkräkningen 2010. Ett par kända landmärken i området är den katolska katedralen i Navrongo, byggd 1906 och föreslagen som framtida världsarv, samt Tonodammen, en stor bevattningsdamm några kilometer väster om orten.